# Discestra fuscomarginata
Discestra fuscomarginata är en fjärilsart som beskrevs av Barend J. Lempke 1964. Discestra fuscomarginata ingår i släktet Discestra och familjen nattflyn. Inga underarter finns listade i Catalogue of Life.